# Pongo de Mainique
Il Pongo de Mainique è un pongo (canyon) sito in Perù, largo 45 m e lungo 3 km, contornato da pareti alte da 900 a 300 m circa.
Costituisce l'unico varco nell'intera Cordillera Vilcabamba e divide il fiume Urubamba (sorgente del Rio delle Amazzoni) fra Alto Urubamba e Basso Urubamba. Vi si trovano le rapide più pericolose dell'intero fiume Urubamba, anche se alcune imbarcazioni riescono a navigarle in funzione delle condizioni delle acque nelle diverse stagioni dell'anno. È attraversato dal ponte Inca, antico accesso segreto a Machu Picchu.
Si tratta di un concentrato di biodiversità pressoché unico al mondo in quanto in sei chilometri quadrati di foresta pluviale, che circonda il canyon, contiene più specie di vita rispetto a qualsiasi altra zona di dimensioni simili sulla Terra.
Le rapide del Pongo de Mainique sono state utilizzate per girare alcune scene del film Fitzcarraldo di Werner Herzog, con Klaus Kinski.
In un sondaggio del 2006 fatto dal The Observer fra "i 15 maggiori scrittori di viaggi", l'attore e documentarista della BBC Michael Palin lo definì "il mio luogo preferito al mondo".